# Tiếng Bồ Đào Nha Brasil
Tiếng Bồ Đào Nha Brasil (tiếng Bồ Đào Nha: português do Brasil [poʁtuˈɡez du bɾaˈziw] hoặc português brasileiro [poʁtuˈɡez bɾaziˈlejɾu]) là một phương ngữ của tiếng Bồ Đào Nha được sử dụng chủ yếu ở Brasil, nơi hầu như tất cả 200 triệu dân Brasil sử dụng và được nói rộng rãi ở các cộng đồng người Brasil, ngày nay bao gồm khoảng hai triệu người Brasil đã di cư sang các nước khác.
Tiếng Bồ Đào Nha Brasil khác biệt đáng kể, đặc biệt là về âm vị và sự trọng âm, so với tiếng địa phương được nói ở Bồ Đào Nha và các quốc gia châu Phi nói tiếng Bồ Đào Nha, Ở những quốc gia này, ngôn ngữ có xu hướng gần gũi hơn với tiếng Bồ Đào Nha đương đại của châu Âu, một phần vì sự thống trị của thực dân Bồ Đào Nha đã kết thúc gần đây hơn ở Brasil nhiều hơn ở Brasil. Mặc dù có sự khác biệt về mặt phát âm, tiếng Bồ Đào Nha của Brasil và Châu Âu khác nhau rất ít khi viết chính thức (theo nhiều cách tương tự với sự khác biệt giữa tiếng Anh Mỹ và tiếng Anh Anh).
Năm 1990, Cộng đồng tiếng Bồ Đào Nha (CPLP), bao gồm đại diện từ tất cả các nước với tiếng Bồ Đào Nha là ngôn ngữ chính thức, đạt được thỏa thuận về cải cách chính tả tiếng Bồ Đào Nha để thống nhất hai tiêu chuẩn này. các quốc gia Lusophone còn lại, Cải cách chính tả này đã có hiệu lực tại Brasil vào ngày 1 tháng 1 năm 2009. Ở Bồ Đào Nha, cải cách đã được Tổng thống ký vào ngày 21 tháng 7 năm 2008 cho phép một giai đoạn thích ứng kéo dài 6 năm, trong đó cả hai chính sách đều tồn tại. Tất cả các nước CPLP đã ký kết cải cách. Tại Brasil, cải cách này đã có hiệu lực kể từ tháng 1 năm 2016. Bồ Đào Nha và các quốc gia nói tiếng Bồ Đào Nha khác đã bắt đầu sử dụng chính sách mới.
Những người sử dụng các phân nhóm khu vực của tiếng Bồ Đào Nha Brasil, trong khi vẫn có thể hiểu lẫn nhau, có thể phân biệt lẫn nhau trong các vấn đề như phát âm nguyên âm và ngữ điệu lời nói.

## Lịch sử
Sự tồn tại của tiếng Bồ Đào Nha ở Brasil là một di sản thuộc địa của Bồ Đào Nha ở châu Mỹ. Làn sóng đầu tiên của những người nhập cư nói tiếng Bồ Đào Nha định cư tại Brasil vào thế kỷ 16, nhưng ngôn ngữ đã không được sử dụng rộng rãi sau đó. Trong một thời gian Bồ Đào Nha cùng tồn tại với Língua Geral Brasil — lingua franca dựa trên ngôn ngữ bản địa châu Mỹ đã được sử dụng bởi các nhà truyền giáo Dòng Tên — cũng như với nhiều ngôn ngữ châu Phi được nói bởi hàng triệu nô lệ được đưa vào trong nước giữa thế kỷ 16 và 19. Vào cuối thế kỷ 18, người Bồ Đào Nha đã tự khẳng định ngôn ngữ này là ngôn ngữ quốc gia. Một số đóng góp chính cho sự thay đổi nhanh chóng đó là việc mở rộng thuộc địa sang nội địa Brasil, và ngày càng nhiều người định cư Bồ Đào Nha, những người mang ngôn ngữ của họ và trở thành nhóm dân tộc quan trọng nhất ở Brasil,
Bắt đầu từ đầu thế kỷ 18, chính phủ Bồ Đào Nha đã nỗ lực mở rộng việc sử dụng Bồ Đào Nha trong toàn bộ thuộc địa, đặc biệt là do sự củng cố của nó ở Brasil sẽ giúp bảo đảm cho Bồ Đào Nha những vùng đất tranh chấp với Tây Ban Nha (theo các hiệp ước khác nhau được ký kết vào thế kỷ 18), những vùng đất đó sẽ được nhượng lại cho những người đã chiếm hữu chúng một cách hiệu quả). Dưới sự quản lý của Hầu tước Pombal (1750–1777), người Brasil bắt đầu ủng hộ việc sử dụng tiếng Bồ Đào Nha, khi Hầu tước trục xuất các sứ mệnh Dòng Tên (người đã dạy Língua Geral) và cấm sử dụng Nhengatu, hoặc Lingua Franca.
Sự xâm chiếm thực dân thất bại của người Pháp ở Rio de Janeiro trong thế kỷ 16 và người Hà Lan ở vùng Đông Bắc trong thế kỷ 17 có tác động không đáng kể đến Bồ Đào Nha. Làn sóng đáng kể của những người nhập cư không nói tiếng Bồ Đào Nha vào cuối thế kỷ 19 và đầu thế kỷ 20 (chủ yếu là từ Ý, Tây Ban Nha, Đức, Ba Lan, Nhật Bản và Liban) đã được tích hợp ngôn ngữ vào đa số nói tiếng Bồ Đào Nha trong vài thế hệ, ngoại trừ một số khu vực của ba bang cực nam (Paraná, Santa Catarina, và Rio Grande do Sul) - trong trường hợp của người Đức, Ý và Slav và ở các vùng nông thôn của bang São Paulo (người Ý và Nhật).
Ngày nay, đa số người Brasil nói tiếng Bồ Đào Nha như tiếng mẹ đẻ của họ, ngoại trừ các cộng đồng nhỏ, con cháu của dân châu Âu (Đức, Ba Lan, Ukraina, Ý) và Nhật Bản nhập cư chủ yếu ở vùng Nam và Đông Nam cũng như làng mạc và nơi định cư của người Mỹ, và ngay cả những quần thể này sử dụng tiếng Bồ Đào Nha để giao tiếp với người ngoài và để hiểu các chương trình phát thanh và truyền hình. Hơn nữa, có một cộng đồng người dùng Ngôn ngữ ký hiệu Brasil có số lượng được ước tính theo Ethnologue cao tới 3 triệu.